# Gerhard Meisel
Gerhard Meisel (* 15. März 1903 in Oppeln; † 1979 in Stahnsdorf) war ein deutscher Keramiker.

## Leben und Werk
Meisel absolvierte eine Lehre in der Krister Porzellan-Manufaktur in Waldenburg (Niederschlesien). Von 1921 bis 1923 arbeitete er in der keramischen Abteilung des Kunstgewerbemuseums Breslau. Von 1926 bis 1928 war er Volontär bei der Kieler-Kunstkeramik AG, wo er sich vor allem mit Porzellan, Steingut, Majolika und Baukeramik beschäftigte. Von 1928 bis 1931 studierte er in Dresden bei Karl Albiker an der Staatlichen Akademie für Kunstgewerbe Bildhauerei. Danach war Meisel bis 1933 künstlerischer Leiter der Schramberger Majolika-Fabrik in Schramberg. Von 1933 bis 1936 arbeitete er bei der Carstens-Uffrecht KG in Neuhaldensleben.
Er wohnte dann in Stahnsdorf, wo er 1939 ein Haus erworben hatte, und war in Berlin bis 1941 Leiter des Deutschen Steingutverbands.
Ab 1941 nahm Meisel als Soldat der Wehrmacht am Zweiten Weltkrieg teil. Nach der Entlassung aus der Kriegsgefangenschaft ging er zurück nach Stahnsdorf und baute eine eigene Werkstatt auf, in der er bis 1968 freischaffend als Keramiker tätig war. Er begann mit der Produktion von Zierkeramik und Geschirr als Einzelstücke oder in Kleinserien. In den ersten Jahren vertrieb er diese Arbeiten auch über einen Kunstgewerbeladen in Westberlin. Er erhielt dann auch öffentliche Aufträge, z. B. um 1954 mit Annemarie Kranz (* 1923) für Keramiksäulen in der Zentralschule Wildau.
Als Töpfermeister bildete Meisel Lehrlinge aus, u. a. Ute Brade. Mit dem Erreichen des Rentenalters übergab Meisel sein Gewerbe an seinen früheren Schüler Jörg Schenderlein († 2011).
Meisel war Mitglied des Verbands Bildender Künstler der DDR.
Keramische Arbeiten Meisels befinden sich auch in öffentlichen Sammlungen, u. a. in den Staatlichen Kunstsammlungen Baden-Württemberg.

## Teilnahme an Ausstellungen (mutmaßlich unvollständig)
- 1949, 1954, 1969 und 1974: Berlin, Bezirkskunstausstellungen
- 1976: Cottbus („Kunsthandwerker der Bezirke Potsdam, Cottbus und Frankfurt/Oder“)